# تروفيو ألفريدو بيندا كومون دي سيتيجليو 2015
تروفيو ألفريدو بيندا كومون دي سيتيجليو 2015 (بالإنجليزية: 2015 Trofeo Alfredo Binda-Comune di Cittiglio)‏ هو سباق دراجات هوائية، وهو الموسم رقم 40 من السباق، وأقيم في 29 مارس 2015، وامتدّ لمسافة 121.4 كيلومتر، وهو من نوع 1.1، وهو من نوع منافسة.
فاز فيه بالمركز الأول ليزي ديجنان، وبالمركز الثاني بولين فيرون-برفوت، وبالمركز الثالث أنا فان دير بريغين.

## الفائزون
| الترتيب | الفائز             |
| ------- | ------------------ |
| الفائز  | ليزي ديجنان        |
| الثاني  | بولين فيرون-برفوت  |
| الثالث  | أنا فان دير بريغين |